# Чемпионат Азербайджана по борьбе 2015
Чемпионат Азербайджана по борьбе 2015 года проходил в Баку с 25 по 27 декабря. Соревнования среди мужчин проходили по вольной и греко-римской борьбе во Дворце ручных игр. Всего разыгрывалось 16 комплектов медалей. На турнире принимало участие 390 борцов вольного и греко-римского стилей.
Чемпионат был организован Министерством молодёжи и спорта Азербайджанской Республики совместно с Федерацией борьбы Азербайджана. В соревнованиях могли участвовать спортсмены, достигшие 18 лет, 1997 года рождения и старше.

## Медалисты

### Вольная борьба
| Категория | Золото                | Серебро            | Бронза                               |
| --------- | --------------------- | ------------------ | ------------------------------------ |
| до 57 кг  | Махир Амирасланов     | Бахар Джалали      | Парвиз Ибрагимов Мирджалал Гасанзаде |
| до 61 кг  | Джахид Гасанзаде      | Зелимхан Велиев    | Махал Новрузов Али Рагимзаде         |
| до 65 кг  | Агагусейн Мустафаев   | Теймур Мамедов     | Ракиф Мамедов Магомед Муслимов       |
| до 70 кг  | Гитинамагомед Гаджиев | Руслан Ахмедов     | Эмин Азизов Анварбек Далгатов        |
| до 74 кг  | Джабраил Гасанов      | Мурад Сулейманов   | Ашраф Алиев Кянан Алиев              |
| до 86 кг  | Александр Гостиев     | Гамзат Османов     | Парвиз Ахундов Магомед Абдулхаликов  |
| до 97 кг  | Шариф Шарифов         | Нурмагомед Гаджиев | Асланбек Алборов Эльджан Усубов      |
| до 125 кг | Джамаладдин Магомедов | Саид Гамидов       | Омар Омаров Сеидрза Муссавикани      |

### Греко-римская борьба
| Категория | Золото         | Серебро           | Бронза                                   |
| --------- | -------------- | ----------------- | ---------------------------------------- |
| до 59 кг  | Талех Мамедов  | Мурад Базаров     | Хуршуд Бабашов Керим Джафаров            |
| до 66 кг  | Камран Мамедов | Ровшан Тагиев     | Эльман Мухтаров Азад Алиев               |
| до 71 кг  | Гасан Алиев    | Джахид Наджафов   | Хаял Алиев Рухин Микаилов                |
| до 75 кг  | Рустам Алиев   | Шамистан Гулузаде | Амрах Мазанов Гаджимурад Багманов        |
| до 80 кг  | Эмин Ахмедов   | Фуад Алиев        | Магомедали Магомедалиев Ниджат Абдуллаев |
| до 85 кг  | Рафик Гусейнов | Ислам Аббасов     | Шахрияр Мамедов Орхан Гахдиранов         |
| до 98 кг  | Турмен Эйюбов  | Гамзат Юсупов     | Али Гасанов Омар Манкиев                 |
| до 130 кг | Оян Назариани  | Гоша Давитадзе    | Муса Мирзаев Гамид Ахмади                |